# Nathan Schmidt
Nathan Thomas Schmidt, dit Nate Schmidt, (né le 16 juillet 1991 à Saint Cloud dans l'État du Minnesota aux États-Unis) est un joueur professionnel américain de hockey sur glace. Il évolue au poste de défenseur.

## Biographie

### Carrière en club
Schmidt débute au hockey junior en 2009-2010 avec le Force de Fargo dans l'USHL puis rejoint un an plus tard l'Université du Minnesota. Avec les Golden Gophers du Minnesota, il participe au championnat NCAA. Il signe un contrat avec les Capitals de Washington en 2013. Il passe professionnel en avril 2013 avec les Bears de Hershey, club ferme des Capitals dans la Ligue américaine de hockey.
Le 12 octobre 2013, il joue son premier match dans la Ligue nationale de hockey avec les Caps face à l'Avalanche du Colorado. Il marque son premier point, une aide le 26 octobre chez les Flames de Calgary. Il marque son premier but le 7 décembre 2013 face aux Predators de Nashville.
Le 21 juin 2017, il est repêché des Capitals par les Golden Knights de Vegas lors du repêchage d'expansion de la LNH 2017. Il signe un contrat de deux ans avec eux le 5 août.
Après trois saisons avec les Golden Knights, il est échangé aux Canucks de Vancouver en retour d'un choix de 3e ronde en 2022, le 12 octobre 2020.

### Carrière internationale
Il représente les États-Unis au niveau international.

## Statistiques

### En club
| Saison     | Équipe                      | Ligue      |     | Saison régulière | Saison régulière | Saison régulière | Saison régulière | Saison régulière |   | Séries éliminatoires | Séries éliminatoires | Séries éliminatoires | Séries éliminatoires | Séries éliminatoires |
| Saison     | Équipe                      | Ligue      | PJ  | B                | A                | Pts              | Pun              | PJ               | B | A                    | Pts                  | Pun                  |                      |                      |
| 2008-2009  | St. Cloud Cathedral         | USHS       | 25  | 21               | 24               | 45               | 30               | -                | - | -                    | -                    | -                    |                      |                      |
| 2009-2010  | Force de Fargo              | USHL       | 57  | 14               | 23               | 37               | 81               | 13               | 0 | 6                    | 6                    | 2                    |                      |                      |
| 2010-2011  | Golden Gophers du Minnesota | WCHA       | 13  | 0                | 1                | 1                | 6                | -                | - | -                    | -                    | -                    |                      |                      |
| 2011-2012  | Golden Gophers du Minnesota | WCHA       | 43  | 3                | 38               | 41               | 14               | -                | - | -                    | -                    | -                    |                      |                      |
| 2012-2013  | Golden Gophers du Minnesota | WCHA       | 40  | 9                | 23               | 32               | 16               | -                | - | -                    | -                    | -                    |                      |                      |
| 2012-2013  | Bears de Hershey            | LAH        | 8   | 1                | 3                | 4                | 2                | 5                | 0 | 2                    | 2                    | 0                    |                      |                      |
| 2013-2014  | Bears de Hershey            | LAH        | 38  | 2                | 11               | 13               | 12               | -                | - | -                    | -                    | -                    |                      |                      |
| 2013-2014  | Capitals de Washington      | LNH        | 29  | 2                | 4                | 6                | 6                | -                | - | -                    | -                    | -                    |                      |                      |
| 2014-2015  | Bears de Hershey            | LAH        | 19  | 3                | 6                | 9                | 6                | 8                | 4 | 5                    | 9                    | 0                    |                      |                      |
| 2014-2015  | Capitals de Washington      | LNH        | 39  | 1                | 3                | 4                | 10               | -                | - | -                    | -                    | -                    |                      |                      |
| 2015-2016  | Capitals de Washington      | LNH        | 72  | 2                | 14               | 16               | 16               | 10               | 0 | 1                    | 1                    | 2                    |                      |                      |
| 2016-2017  | Capitals de Washington      | LNH        | 60  | 3                | 14               | 17               | 16               | 11               | 1 | 3                    | 4                    | 4                    |                      |                      |
| 2017-2018  | Golden Knights de Vegas     | LNH        | 76  | 5                | 31               | 36               | 16               | 20               | 3 | 4                    | 7                    | 4                    |                      |                      |
| 2018-2019  | Golden Knights de Vegas     | LNH        | 61  | 9                | 21               | 30               | 8                | 7                | 0 | 4                    | 4                    | 2                    |                      |                      |
| 2019-2020  | Golden Knights de Vegas     | LNH        | 59  | 7                | 24               | 31               | 12               | 20               | 2 | 7                    | 9                    | 4                    |                      |                      |
| 2020-2021  | Canucks de Vancouver        | LNH        | 54  | 5                | 10               | 15               | 4                | -                | - | -                    | -                    | -                    |                      |                      |
| 2021-2022  | Jets de Winnipeg            | LNH        | 77  | 4                | 28               | 32               | 10               | -                | - | -                    | -                    | -                    |                      |                      |
| 2022-2023  | Jets de Winnipeg            | LNH        | 71  | 7                | 12               | 19               | 8                | 5                | 0 | 2                    | 2                    | 0                    |                      |                      |
| 2023-2024  | Jets de Winnipeg            | LNH        | 63  | 2                | 12               | 14               | 16               | 3                | 1 | 0                    | 1                    | 0                    |                      |                      |
| Totaux LNH | Totaux LNH                  | Totaux LNH | 661 | 47               | 173              | 220              | 122              | 76               | 7 | 21                   | 28                   | 16                   |                      |                      |

### En équipe nationale
| Année | Compétition          |    | PJ | B | A | Pts | Pun | +/-             |  | Résultat |
| 2022  | Championnat du monde | 10 | 2  | 4 | 6 | 4   | +2  | Quatrième place |  |          |

## Trophées et honneurs personnels

### USHL
- 2009-2010 : 
  - participe au match des étoiles
  - nommé dans l'équipe des recrues

### WCHA
- 2011-2012 : nommé dans la deuxième équipe d'étoiles
- 2012-2013 : nommé dans la première équipe d'étoiles

### NCAA
- 2012-2013 : nommé dans la deuxième équipe d'étoiles de l'association de l'Ouest